# 黒バウヒニア旗
黒バウヒニア旗（くろバウヒニアき、中国語: 黑洋紫荊旗、英語: Black Bauhinia flag）は、2019年-2020年香港民主化デモにおいてデモ隊のシンボルとされている旗である。

## 概要
一連の民主化デモにおける非建制派側のシンボルとして、香港の旗をアレンジする形で香港のネット民が香港の旗（通称：バウヒニア旗）をアレンジする形で考案した。

## 種類
この旗にはいくつかのバージョンが存在する。最も単純なバリエーションはバウヒニア旗の赤地を黒地に変更したもので、そこから中華人民共和国の国旗を象徴する５つの星を削除し、花びらの半分が萎れ、枯れ、消滅するバージョンが派生している。この旗について台湾の自由時報は、香港の一国二制度が衰退し、香港人の基本的権利が段階的に侵食されていることを暗示していると報じている。
黒バウヒニア旗の種類
- 参考：デザインの基となったバウヒニア旗
- 第一型：旗の地を黒色に改変
- 第二型：旗から星（中国の象徴）を削除
- 第三型：花びらの半分が萎れる
- 第四型：花びらの半分が枯れる
- 第五型：枯れた花びらが消滅する

## 歴史
この旗が初めて用いられたのは2019年7月1日香港逃亡犯条例改正案反対デモにおいて立法会総合ビル前およびゴールデン・バウヒニア広場に半旗として掲げられた時である。